# Louise Courvoisier

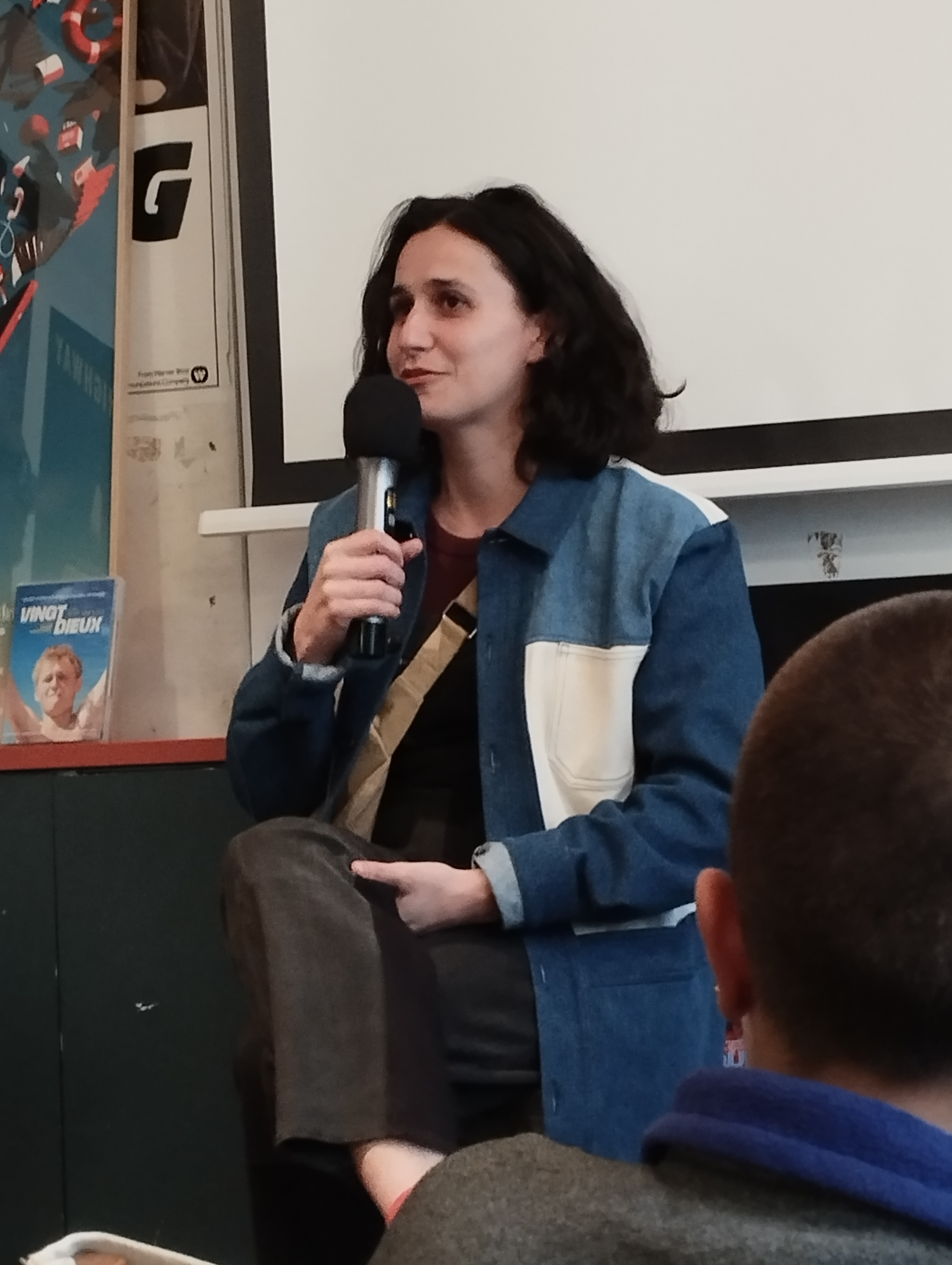
Louise Courvoisier (2025)

Louise Courvoisier (* 1994 in Genf) ist eine französische Regisseurin und Drehbuchautorin.

## Leben und Werdegang
Louise Courvoisier wurde 1994 in Genf geboren und wuchs im französischen Jura in der Gemeinde Cressia auf. Ihre schulische Ausbildung absolvierte sie in Besançon. Anschließend studierte sie Film an der Cinéfabrique (École Nationale Supérieure de Cinéma) in Lyon, einer der renommiertesten Filmhochschulen Frankreichs.

## Künstlerisches Schaffen
Courvoisiers Werk ist geprägt von ihrer bikulturellen Herkunft aus der französisch-schweizerischen Grenzregion. In ihren Kurzfilmen verarbeitet sie häufig Themen und Motive aus ihrer Heimatregion. Charakteristisch für ihre Arbeitsweise ist die enge Zusammenarbeit mit ihrer künstlerisch tätigen Familie, deren Mitglieder verschiedene kreative Aufgaben in ihren Produktionen übernehmen, unter anderem im Bereich der Filmmusik.

## Karriere
Während ihres Studiums wurde Courvoisiers Kurzfilm Mano a Mano (2018) mit dem Cinéfondation-Preis bei den Filmfestspielen von Cannes 2019 ausgezeichnet. Ihr Spielfilmdebüt Könige des Sommers feierte 2024 in der Sektion „Un Certain Regard“ der Filmfestspiele von Cannes Premiere, wo der Film den Youth Award erhielt. Ein Jahr später wurde sie beim 78. Filmfestival von Cannes als Jurymitglied der Sektion Un Certain Regard ausgewählt.

## Filmografie

### Regie
- 2018: Mano a Mano (Kurzfilm)
- 2019: La jarretière (Kurzfilm)
- 2024: Könige des Sommers (Vingt Dieux!)

### Drehbuch
- 2018: Mano a Mano (Kurzfilm)
- 2019: La jarretière (Kurzfilm)
- 2024: Könige des Sommers (Vingt Dieux!)

## Auszeichnungen

### Cannes Filmfestspiele
- 2018: Auszeichnung für Mano a Mano in der Kategorie Cinéfondation Prize[6]
- 2024: Nominierung für Könige des Sommers in der Kategorie Un Certain Regard[7]
- 2024: Auszeichnung für Könige des Sommers in der Kategorie Un Certain Regard – Youth Award[8]
- 2024: Nominierung für Könige des Sommers in der Kategorie Camera d'Or[7]